# EC Primeiro de Maio Benguela
Estrela Clube Primeiro de Maio of kortweg Primeiro de Maio is een Angolese voetbalclub uit Benguela.

## Erelijst
- Landskampioen
  - 1994
- Beker van Angola
  - Winnaar: 1982, 1983
  - Finalist: 1986, 1996
- CAF Cup
  - Finalist: 1994

1° de Agosto ·
1° de Maio ·
Atlético Sport Aviação ·
Benfica Luanda ·
CR Caála · 
CD Huíla · 
GD Interclube · 
Kabuscorp SC ·
Recreativo do Libolo ·
Atlético Petróleos Namibe ·
Onze Bravos ·
Petro Atlético ·
Porcelana FC ·
Progresso do Sambizanga ·
GD Sagrada Esperança ·
Santos FC